# Hãng phim
Hãng phim, xưởng phim hay hãng phim điện ảnh là một công ty giải trí lớn hay công ty điện ảnh có cơ sở trường quay tư nhân riêng hay những phương tiện được sử dụng để làm phim (trường hợp này gọi là xưởng phim), được xử lý bởi các đơn vị chế tác. Phần lớn các hãng phim trong ngành công nghiệp giải trí chưa bao giờ sở hữu trường quay hay phim trường riêng của họ, nhưng lại thuê không gian từ các công ty khác.
Ngoài ra còn có các cơ sở trường quay sở hữu độc lập (hay còn gọi là phim trường) nhưng những công ty này chưa bao giờ sản xuất một bộ phim nào cho riêng mình bởi đó không phải là các công ty giải trí hay công ty điện ảnh. Họ chỉ làm nhiệm vụ cho thuê không gian phim trường.
Xưởng phim lớn nhất trên thế giới là phim trường Hoành Điếm ở tỉnh Chiết Giang, Trung Quốc.

## Các hãng phim tiêu biểu

### Thế giới
- 20th Century Fox (Hoa Kỳ)
- Amblin Entertainment (Hoa Kỳ & Vương quốc Anh)
- Anchor Bay Entertainment (Hoa Kỳ)
- Artisan Entertainment (Hoa Kỳ)
- AB Svensk Filmindustri (Thuỵ Điển)
- Annapurna Studios (Hyderabad, Ấn Độ)
- Atlas Studios (Morocco)
- Ardmore Studios (Ireland)
- AVM Productions (Chennai, Ấn Độ)
- Studio Babelsberg (Đức)
- Barrandov Studios (Cộng hoà Séc)
- Bavaria Film (Đức)
- BBC Films (Vương quốc Anh)
- Bigfoot Entertainment (Hoa Kỳ, Philippines, Singapore, Hồng Kông)
- Biograph Studios (Hoa Kỳ)
- Blue Sky Studios (Hoa Kỳ)
- The Bridge Studios (British Columbia, Canada)
- Cannon Films (Hoa Kỳ)
- CBS Films (Hoa Kỳ)
- CBS Fox Video (Hoa Kỳ & Vương quốc Anh)
- Christie Film Company (Hoa Kỳ)
- Ciby 2000 (Canada, Na Uy, Vương quốc Anh)
- Cinema City International (Hồng Kông)
- Cinergi Pictures (Hoa Kỳ)
- Columbia Pictures (Hoa Kỳ)
- Columbia TriStar Home Video (Hoa Kỳ)
- Crystal Sky Pictures (Hoa Kỳ)
- Dimension Films (Hoa Kỳ)
- Disneynature (Pháp)
- DreamWorks (Hoa Kỳ)
- Edison Studios (Hoa Kỳ)
- Edison's Black Maria (Hoa Kỳ)
- Elstree Studios (Vương quốc Anh)
- Eros Entertainment(Ấn Độ)
- Famous Players Film Company (Hoa Kỳ)
- FBO (Hoa Kỳ)
- Full Moon Features (Hoa Kỳ)
- Fireworks Entertainment (Hoa Kỳ & Cuba)
- Five & Two Pictures (Hoa Kỳ)
- Focus Features (Hoa Kỳ)
- Fox Searchlight Pictures (Hoa Kỳ)
- Fox Star Studios (Ấn Độ)
- Fox Video (Hoa Kỳ)
- Gaumont Film Company (Pháp)
- Gener8Xion Entertainment (Hoa Kỳ)
- Genius Products (Hoa Kỳ, Australia & Vương quốc Anh)
- Globo Filmes (Brazil)
- Goldwyn Pictures (Hoa Kỳ)
- GoodTimes Entertainment (Hoa Kỳ)
- Gorky Film Studio (Nga)
- Grassroots Films (Hoa Kỳ)
- Guild Home Video (Hoa Kỳ & Vương quốc Anh)
- Hemdale Film Corporation (Hoa Kỳ)
- Hollywood Pictures (Hoa Kỳ)
- ITC Entertainment (Vương quốc Anh)
- Jerry Bruckheimer Films (Hoa Kỳ)
- Jim Henson Home Entertainment (Hoa Kỳ & Vương quốc Anh)
- Kadokawa Pictures (Nhật Bản)
- Kanteerava Studios (Bangalore, (Ấn Độ)
- Kalem Company (Hoa Kỳ)
- KDK Factory (Hoa Kỳ)
- Keystone Studios (Hoa Kỳ)
- Korda Studios (Hungary)
- Legendary Pictures (Hoa Kỳ)
- Lenfilm (Nga)
- Lions Gate Entertainment (Hoa Kỳ, Vương quốc Anh & Canada)
- Lubin Studios (Hoa Kỳ)
- Lucasfilm (Hoa Kỳ)
- Marwah Films & Video Studios (New Delhi, Ấn Độ)
- MediaPro Pictures (Romania)
- Méliès Films (Pháp)
- Media Asia Entertainment Group (Hồng Kông)
- Metro-Goldwyn-Mayer (Hoa Kỳ)
- Miramax Films (Hoa Kỳ)
- Moldova-Film (Moldova)
- Moonbeam Entertainment (Hoa Kỳ)
- Mosfilm (Liên Xô, nay là Nga)
- Mutual Film (Hoa Kỳ)
- National Film Board of Canada (Canada)
- Nerigan Entertainment (New Zealand & Nga)
- Nestor Studios (Hoa Kỳ)
- New Line Cinema (Hoa Kỳ)
- New World Pictures (Hoa Kỳ, Cuba & Vương quốc Anh)
- Nordisk Film (Đan Mạch)
- Nu Boyana Film (Bulgaria)
- Orion Pictures (Hoa Kỳ)
- Open Road Films (Hoa Kỳ)
- Overture Films (Hoa Kỳ)
- Padmalaya Studios (Hyderabad, Ấn Độ)
- Paramount Pictures (Hoa Kỳ)
- Pathé (Pháp)
- Pantelion Films (Hoa Kỳ)
- Phim trường Hoành Điếm (Trung Quốc)
- Pinewood Studios (Vương quốc Anh)
- Pixar Animation Studios (Hoa Kỳ)
- Possibility Pictures (Hoa Kỳ)
- Praise Pictures (Hoa Kỳ)
- Premium Picture Productions (Hoa Kỳ)
- Pure Flix Entertainment (Hoa Kỳ)
- Ramanaidu Studios (Hyderabad, Ấn Độ)
- Ramoji Film City (Hyderabad, Ấn Độ)
- Rank Organisation (Vương quốc Anh)
- Republic Pictures (Vương quốc Anh)
- Revolution Studios (Hoa Kỳ)
- RKO Pictures (Hoa Kỳ)
- Russian World Studios (Nga)
- Sanrio (Nhật Bản & Hoa Kỳ)
- Screen Gems (Hoa Kỳ & Vương quốc Anh)
- Se-ma-for (Ba Lan)
- Selig Polyscope Company (Hoa Kỳ)
- Shanghai Film Group Corporation (Trung Quốc)
- Shepperton Studios (Vương quốc Anh)
- Sherwood Pictures (Hoa Kỳ)
- Solax Studios (Hoa Kỳ)
- Somali Film Agency (Somalia)
- Sonar Entertainment (Hoa Kỳ)
- Sony Pictures Entertainment (Hoa Kỳ & Nhật Bản)
- Soyuzmultfilm (Nga)
- Spiderwood Studios (Hoa Kỳ)
- Spyglass Entertainment (Hoa Kỳ)
- Studio Babelsberg (Đức)
- StudioCanal (Vương quốc Anh & Canada)
- Ghibli (Nhật Bản)
- Summit Entertainment (Hoa Kỳ)
- Sverdlovsk Film Studio (Nga)
- Thanhouser Company (Hoa Kỳ)
- Thiệu thị huynh đệ (Hồng Kông, Trung Quốc)
- Three Mills Studios (Vương quốc Anh)
- THX (Hoa Kỳ, Australia, Brazil & Vương quốc Anh)
- Tiffany Pictures (Hoa Kỳ)
- Toei (Nhật Bản)
- Toho (Nhật Bản)
- Touchstone Pictures (Hoa Kỳ)
- Triangle Film Corporation (Hoa Kỳ)
- TriStar Pictures (Hoa Kỳ & Vương quốc Anh)
- Troublemaker Studios (Hoa Kỳ)
- Twickenham Film Studios (Vương quốc Anh
- United Artists (Hoa Kỳ, Vương quốc Anh Ohio & Cuba)
- Universal Pictures (Hoa Kỳ)
- Victor Studios (Hoa Kỳ)
- Village Roadshow Pictures (Hoa Kỳ & Vương quốc Anh)
- Vitagraph Studios (Hoa Kỳ)
- Walt Disney (Hoa Kỳ & Vương quốc Anh)
- Warner Bros. (Hoa Kỳ)
- Wimbledon Studios (Vương quốc Anh)
- WingNut Films (New Zealand & Hoa Kỳ)
- The Weinstein Company (Hoa Kỳ)
- World Wide Pictures (Hoa Kỳ)
- Marvel Studios (Hoa Kỳ)
- Village Roadshow (Australia)
- Vishesh Films (Ấn Độ)
- Yash Raj Films (Ấn Độ)

## Các hãng phim nhỏ hơn

### Đài Loan
- Công ty Văn hóa Điện ảnh Đài Loan (Đài Ảnh / Taiwan Film Culture Co.)
- Công ty Trung Ảnh (Central Pictures Corporation)

### Việt Nam
- Hãng phim truyện Việt Nam
- Hãng phim Nguyễn Đình Chiểu
- Hãng phim Lý Huỳnh (thành lập năm 1993)
- M&T Pictures
- Hãng phim Phước Sang
- Galaxy Studio
- CreaTV Vietnam
- Hãng phim Chánh Phương
- Hãng phim Phương Nam
- Hãng phim Giải Phóng
- Hãng phim Vimax
- Hãng Việt Phim
- HKFilm
- Saiga Films
- VOD Production
- Hãng phim Cửu Long
- Senafilm

### Đông Nam Á
- Animonsta Studios (Malaysia)